# Pararge tetrops
Pararge tetrops är en fjärilsart som beskrevs av Hans Rebel 1915. Pararge tetrops ingår i släktet Pararge och familjen praktfjärilar. Inga underarter finns listade i Catalogue of Life.